# Paula Pareto
Paula Pareto (ur. 16 stycznia 1986 w Buenos Aires) – argentyńska judoczka. Złota medalistka Letnich Igrzysk Olimpijskich 2016, brązowa medalistka olimpijska oraz wicemistrzyni świata.
Startuje w kategorii do 48 kg. Brązowa medalistka igrzysk olimpijskich w Pekinie. Cztery lata później zawodniczka ponownie wystąpiła w turnieju olimpijskim, lecz przegrała swój pojedynek o brązowy medal. W 2014 zdobyła srebro na mistrzostwach świata w Czelabińsku. Startowała w Pucharze Świata w latach 2009–2015 i 2017.

## Osiągnięcia

### Igrzyska olimpijskie
| Igrzyska olimpijskie | Data            | Kategoria | Miejsce |
| -------------------- | --------------- | --------- | ------- |
| Pekin 2008           | 9 sierpnia 2008 | do 48 kg  |         |
| Rio de Janeiro 2016  | 6 sierpnia 2016 | do 48 kg  |         |